# Gaston Doumergue
Gaston Doumergue (Aigasvivas (Gard), Provença 1 d'agost de 1863 - 18 de juny de 1937) fou un polític francès, que fou President de la República francesa del 1924 al 1931.
Era advocat i membre del Partit radical, pel qual en fou diputat per Nimes el 1893-1906 i senador per Gard el 1910-1924.
També fou ministre de comerç (1906-1908), d'educació (1908-1910) i de colònies (1914-1917). Durant el seu mandat com a ministre d'educació s'oposà a la petició feta pel bretó Regís de L'Estourbeillon de decretar l'ensenyament de les llengües regionals a França, tot i que se sap que parlava provençal en la intimitat
Aconseguí el nomenament com a president de la república (1924-31) enfront d'una coalició d'esquerres. El 1934 tornà a ésser president i intentà una reforma constitucional, però l'oposició dels radicals els va fer dimitir poc després.